# Saison 2018-2019 du Clermont Foot 63
Maillots
Chronologie
Saison précédente Saison suivante
La saison 2018-2019 du Clermont Foot 63 évoluant en Ligue 2. Le club poursuit sa onzième année consécutive au deuxième échelon du football français.  
L'équipe première est entraînée par Pascal Gastien depuis une saison et présidé par Claude Michy.

## Préparation d'avant-saison
| Date            | Horaire | Adversaire      | Lieu                                     | Score | Buteur(s) du CF63                                         | Buteur(s) adverse | Affluence | Lien    |
| --------------- | ------- | --------------- | ---------------------------------------- | ----- | --------------------------------------------------------- | ----------------- | --------- | ------- |
| 29 juin 2018    | 18h     | MC Alger        | Stade Gabriel-Montpied, Clermont-Ferrand | 0 - 1 | 0                                                         | Mamoun (75e)      | 0         | Rapport |
| 6 juillet 2018  | 20h     | LB Châteauroux  | Stade Dunlop, Montluçon                  | 3 - 0 | Pereira Lage (27e), N'Diaye (42e) et Honorat (64e)        | 0                 | 0         | Rapport |
| 11 juillet 2018 | 18h     | Rodez AF        | Stade municipal, Saint-Chély-d'Apcher    | 0 - 0 | 0                                                         | 0                 | 0         | Rapport |
| 14 juillet 2018 | 18h     | Montpellier HSC | Stade Jean-Jacques Delmas, Mende         | 4 - 0 | Honorat (3e), Pereira Lage (14e), Ayé (42e) et Bayo (90e) | 0                 | 0         | Rapport |
| 20 juillet 2018 | 17h     | US Orléans      | Stade de la Source, Orléans              | 1 - 2 | Iglesias (81e) et Soares (85e)                            | 0                 | 0         | Rapport |
| 20 juillet 2018 | 19h     | US Orléans      | Stade de la Source, Orléans              | 0 - 3 | Honorat (9e), Ayé (11e) et Pereira Lage (27e)             | 0                 | 0         | Rapport |

## Compétitions

### Championnat

#### Classement
| Rang | Équipe              | Pts | J  | G  | N  | P  | Bp | Bc | Diff |
| ---- | ------------------- | --- | -- | -- | -- | -- | -- | -- | ---- |
| 8    | US Orléans          | 52  | 38 | 15 | 7  | 16 | 51 | 53 | −2   |
| 9    | Grenoble Foot 38 P  | 50  | 38 | 13 | 11 | 14 | 43 | 47 | −4   |
| 10   | Clermont Foot 63    | 48  | 38 | 11 | 15 | 12 | 44 | 37 | +7   |
| 11   | LB Châteauroux      | 48  | 38 | 11 | 15 | 12 | 37 | 42 | −5   |
| 12   | Chamois niortais FC | 47  | 38 | 11 | 14 | 13 | 34 | 41 | −7   |

#### Évolution du classement et des résultats
| Journée   | 01  | 02  | 03  | 04  | 05  | 06  | 07 | 08 | 09 | 10  | 11  | 12  | 13  | 14 | 15 | 16 | 17  | 18  | 19 | 20 | 21 | 22 | 23 | 24 | 25 | 26 | 27 | 28 | 29 | 30 | 31 | 32  | 33 | 34 | 35  | 36  | 37  | 38  |
| --------- | --- | --- | --- | --- | --- | --- | -- | -- | -- | --- | --- | --- | --- | -- | -- | -- | --- | --- | -- | -- | -- | -- | -- | -- | -- | -- | -- | -- | -- | -- | -- | --- | -- | -- | --- | --- | --- | --- |
| Résultats | N   | D   | D   | N   | V   | V   | V  | N  | N  | D   | N   | N   | V   | V  | N  | V  | D   | N   | D  | V  | V  | N  | D  | D  | D  | D  | V  | N  | V  | N  | D  | D   | N  | N  | N   | D   | D   | N   |
| Place     | 11e | 15e | 17e | 17e | 14e | 10e | 8e | 8e | 9e | 10e | 10e | 11e | 11e | 9e | 9e | 7e | 10e | 10e | 8e | 6e | 4e | 5e | 6e | 7e | 8e | 9e | 8e | 8e | 8e | 8e | 8e | 10e | 9e | 9e | 10e | 10e | 10e | 10e |

## Statistiques

### Statistiques collectives
| Compétition       | Débute au tour | Termine                    | Matches joués | Gagnés | Nuls | Perdus | Buts pour | Buts contre | Différence |
| ----------------- | -------------- | -------------------------- | ------------- | ------ | ---- | ------ | --------- | ----------- | ---------- |
| Ligue 2           | -              | -                          | 38            | 11     | 15   | 12     | 44        | 36          | +8         |
| Coupe de la Ligue | Premier tour   | Deuxième tour              | 2             | 1      | 0    | 1      | 4         | 3           | +1         |
| Coupe de France   | Septième tour  | Trente-deuxièmes de finale | 3             | 2      | 1    | 0      | 6         | 3           | +3         |
| Total             | -              | -                          | 43            | 14     | 16   | 13     | 54        | 42          | +12        |